# Западный Ачех
Западный Ачех (индон. Aceh Barat) — округ в провинции Ачех. Административный центр — город Меулабох.

## История
В 2004 году округ стал одной из основных жертв землетрясения в Индийском океане.

## Население
Согласно переписи 2008 года, на территории округа проживало 176 199 человек.

## Экономика
Экономика округа основана на производстве пальмового масла.

## Административное деление
Округ Западный Ачех делится на следующие районы:
- Аронган-Ламбалек
- Бубон
- Джохан-Пахлаван
- Кавай XVI
- Меуреубо
- Панте-Чеуреумен
- Пантон-Реу
- Саматига
- Сунгаи-Мас
- Войла
- Войла-Барат
- Войла-Тимур